# Enrico Accinni
Enrico Accinni (Napoli, 8 luglio 1838 – Roma, 24 maggio 1904) è stato un ammiraglio e politico italiano.

## Biografia

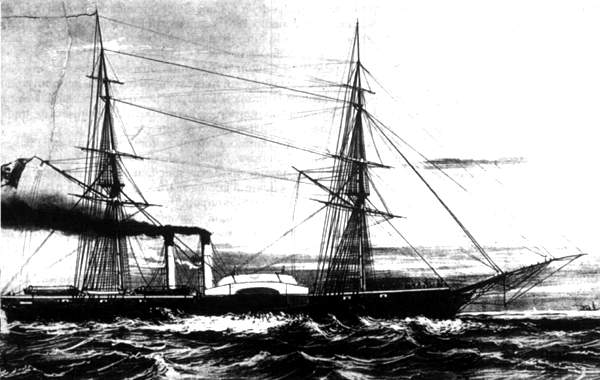
La pirofregata Governolo in navigazione

Nacque a Napoli l'8 luglio 1838. Arruolatosi nella Regia Marina del Regno delle Due Sicilie, il 30 maggio 1853 iniziò a frequentare la Scuola di Marina di Napoli, da cui poi uscì con il grado di guardiamarina entrando in servizio effettivo. Divenuto alfiere il 2 gennaio 1859, l'anno successivo si dimise dai ruoli della marina del Regno delle Due Sicilie e fu posto a disposizione del governo dittatoriale di Giuseppe Garibaldi che lo inserì nei ruoli della propria marina con il grado di tenente di vascello il 18 agosto 1860. Dopo aver partecipato alla campagna militare del 1859-1860, dopo la Proclamazione del Regno d'Italia transitò in servizio nella neocostituita Regia Marina. La sua carriera militare proseguì senza intoppi, e promosso capitano di fregata il 5 settembre 1867 al comando della pirofregata a ruote Governolo eseguì una lunga missione in Estremo Oriente raggiungendo dapprima il Borneo, poi la Cina e quindi il Giappone, navigando per circa 20.000 miglia, di cui la metà a vela. Promosso capitano di vascello il 23 novembre 1876 comandò (1876-1877) la stazione navale del Mare della Plata nel corso di un periodo di forti tensioni tra l'Argentina e l'Uruguay. Per questo fatto fu nominato Aiutante di campo onorario di S.M. il Re Umberto I il 14 marzo 1878. Assunto il comando dell'incrociatore Cristoforo Colombo portò a compimento un nuovo viaggio in Estremo Oriente tra il 1883 e il 1886 stipulando, insieme all'ambasciatore De Luca, un trattato di amicizia e commercio con la Corea. Promosso contrammiraglio il 4 luglio 1886, ritornò in Italia nel 1887, per divenire Aiutante di campo generale effettivo di S.M. il Re (4 dicembre 1887-10 aprile 1892),  e ricoprì gli incarichi di Membro del Consiglio superiore di marina tra il 10 agosto 1886 e il 6 febbraio 1887 e di Giudice effettivo del Tribunale supremo di guerra e marina dal 7 novembre 1886 al 17 aprile 1887. Aiutante di campo generale onorario di S.M. il Re dal 10 aprile 1892, fu elevato al rango di viceammiraglio il 9 febbraio 1893, ed assunse il comando della Squadra navale. Nel 1895, al comando di una potente formazione navale, fu inviato in Levante a seguito della strage degli Armeni, in quanto le grandi potenze stavano valutando una azione militare contro la Sublime porta. Tra il 1893 e il 1902 fu Presidente del  Consiglio superiore di marina. Deputato per le circoscrizioni di Grosseto e Gaeta, il 9 dicembre 1898 fu nominato senatore. Lasciato il servizio attivo nel 1902, si spense a Roma il 24 maggio 1904.

### Commemorazione
(Senato del Regno, Atti parlamentari. Discussioni, 24 maggio 1904)

### Annotazioni
1. ↑  Allo scopo di individuare il luogo più adatto ad installarvi una colonia penale.
2. ↑  Tale trattato venne ratificato due anni dopo dal capitano di fregata Federico Cravosio.

### Fonti
1. 1 2 3 4 5 6 7 8 9 10 11 12  Alberini, Prosperini 2026 1950, p. 11.